# Ciências aeronáuticas
Ciências aeronáuticas é um campo do conhecimento formal que designa um encadeamento de conhecimentos e estudos aeronáuticos sistemicamente organizados e voltados a subsidiar a tomada de decisão dos praticantes de navegação aérea. Esses conhecimentos técnicos ou científicos são obtidos e revisados por meio do uso do Método Científico.
Uma graduação bacharelada em Ciências Aeronáuticas tem duração mínima de três anos, e o objetivo principal, portanto, é formar profissionais para o transporte aéreo nacional e internacional com atuação em companhias aéreas e demais organizações aeronáuticas podendo os egressos atuar como gestores aeroportuários, gestores de aviação, aviador, pilotos comerciais de aeronaves, no gerenciamento de manutenção de aviões e outras atividades conexas.
Os cursos de Ciências Aeronáuticas visam ensinar as competências técnicas e não técnicas necessárias para se formar um bom piloto aviador, gestor ou pesquisador, com sólidos conhecimentos aeronáuticos. Essa formação enfatiza,  primariamente, habilitar o egresso à prática da aviação.
O profissional graduado em Ciências Aeronáuticas ainda não dispõe de uma Lei Federal especifica no Brasil.
Entretanto, desde 2016, há trabalhos nesse sentido por meio da discussão e apresentação de Projetos de Leis Federais, no Brasil, sobre a matéria (cf. PL 4873/2016 e PL602/2021 ) e que dispõem sobre essa formação e de sua titulação de Aviador (a), quando aliada a habilitação para prática da navegação aérea. Tornar o curso de Ciências Aeronáuticas obrigatório para a formação de novos aviadores é tido como medida proativa importante para a prevenção de acidentes aeronáuticos.
No entanto, ressalta-se que os cursos de Ciências Aeronáuticas foram os primeiros cursos de nível superior projetados visando especificamente a formação básica universitária de futuros aviadores. No Brasil, iniciou-se a oferta em 1993.
Existem, hoje, dezenas de Instituições de Ensino Superior que ofertam o curso de graduação em ciências aeronáuticas no Brasil. Em 2017, dados de levantamentos da educação superior indicavam cerca de 3,9 mil alunos matriculados nos cursos de Ciências Aeronáuticas no país.

## Ingresso
Essa formação profissional é oferecida por algumas Instituições de Ensino Superior no Brasil, como a Instituição Toledo de Ensino - ITE, em Bauru/SP, UNISUL, UNOPAR, Uninassau-PE, PUCRS, a PUCGO, a Universidade FUMEC, a ESAC, a Universidade Estácio de Sá, a Faculdade de Tecnologia e Ciências (unidade Salvador), Universidade Anhembi Morumbi, dentre outras. Até hoje, as únicas instituições públicas  que oferecem esta formação, no Brasil, é a Academia da Força Aérea, a Universidade Municipal de São Caetano do Sul e a Universidade Federal Rural do Semi-Árido (UFERSA) - a primeira Universidade Federal a oferecer o curso.

## Formação
As universidades brasileiras tem convênios com aeroclubes e outras escolas de aviação para ministrar horas de voos/aulas práticas de voo aos seus alunos. No Brasil em 2017 a média do valor da hora de voo foi de R$ 400,00. É recomendado o candidato a piloto a obter o Certificado Médico Aeronáutico (CMA) de 1° (Primeira) Classe que habilita o candidato a piloto poder começar seus estudos na aviação. Com, no mínimo, média 7 na universidade ele adquire sua indicação para a prova de PP (Piloto Privado) junto a ANAC (Agência Nacional de Aviação Civil) que habilita que o aluno se candidate para a exame/banca de PP. Com a aprovação no exame/banca da ANAC, com no mínimo média 7, o aluno poderá começar suas horas de voo/aulas práticas de voo. Para obtenção da Licença de Piloto Privado o candidato e escola/aeroclube devem observar o RBAC 61, que passou por algumas atualizações. Após concluído o curso de Piloto Privado (Teórico e Prático Checado) estará apto a fazer o curso teórico de Piloto Comercial/IFR e com, no mínimo, média igual ou acima de 7, o aluno receberá sua indicação e fará a prova/banca teórica de PC/IFR da ANAC e com a aprovação ele poderá  dar continuidade na sua formação prática/horas de voo, é necessário atingir, no mínimo, 150 horas de voo se essas forem feitas em sua totalidade e sem interrupção em aeroclube ou escolas de aviação, ou 200 horas de voo se forem feitas fora de aeroclube/escolas. Informações detalhadas poderão ser encontradas no RBAC 61 e nos Manuais de Cursos da ANAC.

## Beneficios da formação em Ciências Aeronáuticas
Conforme a literatura, a formação em Ciências Aeronáuticas proporciona beneficios em relação a cursos de duração mais curta.
Entretanto, o bacharel não é, atualmente, amparado por Conselhos profissionais. Assim, muitas vezes o mercado de trabalho admite profissionais de outras áreas de formação para as diversas áreas de atuação, por estas áreas serem de livres de serem exercidas por estes outros profissionais ou por profissionais de qualquer formação, devido ausência de normas.